# Joel Bolomboy
Joel Bolomboy (in russo Джоэль Боломбой?; Donec'k, 28 gennaio 1994) è un cestista ucraino con cittadinanza statunitense naturalizzato russo di origini congolesi.
A livello di college ha giocato per quattro anni nella Weber State University dove è stato nominato Big Sky Conference Player of the Year nel 2016.

## Biografia
Bolomboy è nato a Donec'k in Ucraina da padre congolese e madre russa. Ha frequentato la Keller Central High School a Fort Worth in Texas per poi scegliere Weber State University come college nonostante l'interesse di altre scuole come Florida State University. Durante la sua carriera Bolomboy divenne il giocatore ad aver raccolto il maggior numero di rimbalzi nella storia sia per Weber State University che per la Big Sky Conference.
Forte nei rimbalzi da sempre, Bolomboy ha migliorato la sua media realizzativa nella stagione 2015-16 ottenendo 17,9 punti di media a partita (oltre a 12,8 rimbalzi). Bolomboy è stato inoltre nominato come "Player of the Year"e "Defensive Player of the Year" per Weber State University.
Il 13 novembre 2018, Bolomboy, dopo aver rinunciato alla cittadinanza ucraina, ottiene il passaporto russo.

## Carriera

### NBA

#### Utah Jazz (2016-2017)
Il 23 giugno 2016 venne selezionato dagli Utah Jazz con la 52ª scelta al Draft NBA 2016. Il 19 agosto 2016 ha firmò il suo contratto con la squadra di Salt Lake City.
Esordì con i Jazz contro i Los Angeles Clippers il 30 ottobre 2016.
L'11 marzo 2017 segnò 8 punti nella gara persa in trasferta per 112-104 contro gli Oklahoma City Thunder.
Durante la stagione Bolomboy venne assegnato spesso in D-League ai Salt Lake City Stars con cui disputò 24 partite (il doppio di più di quelle che disputò con la squadra di Salt Lake City).
Alla fine della stagione lui risultò essere il giocatore utilizzato meno in assoluto dal coach dei Jazz Quin Snyder con solo 12 presenze all'attivo in regular season e 2 nei playoffs.
Il 17 ottobre 2017 venne tagliato dai Jazz.

#### Milwaukee Bucks (2017-2018)
Il 21 ottobre 2017 firmò un two-contract con i Milwaukee Bucks. I Bucks lo assegnarono in alcune occasioni agli Wisconsin Herd in G-League, con cui giocò 8 partite in cui mise a segno 118 punti. Tuttavia nemmeno ai Bucks riuscì a imporsi, disputando solo 6 partite (la metà dell'anno precedente) venendo tagliato l'8 gennaio 2018 dopo che il contratto di Sean Kilpatrick diventò garantito.

### Wisconsin Herd (2018)
Il 10 gennaio 2018, Bolomby ha firmato nuovamente con i Wisconsin Herd.

### CSKA Mosca (2018-2022)
L'8 agosto 2018, Bolomboy firma un contratto triennale con il CSKA Mosca.
Il 28 febbraio 2022 Bolomby ha lasciato il CSKA Mosca per motivi personali legati all'invasione russa dell'Ucraina.

### Olympiakos (2022–2023)
Il 6 luglio 2022, Bolomby ha firmato un contratto di un anno con l'Olympiakos della A1 Ethniki e dell'Eurolega. In 35 partite di Eurolega, ha segnato una media di 3,8 punti e 3 rimbalzi, giocando circa 11 minuti a gara. Inoltre, in 32 partite casalinghe, ha segnato una media di 5,6 punti e 4,9 rimbalzi, giocando circa 15 minuti a gara. Il 5 luglio 2023 è stato rilasciato dal club greco.

### Stella Rossa (2023-oggi)
Il 14 luglio 2023 Bolomby ha firmato un contratto di un anno con la Stella Rossa del KLS serbo, della Lega Adriatica e dell'Eurolega.

## Statistiche

### College
| Anno      | Squadra            | PG  | PT | MP   | TC%  | 3P%   | TL%  | RP   | AP  | PRP | SP  | PP   |
| --------- | ------------------ | --- | -- | ---- | ---- | ----- | ---- | ---- | --- | --- | --- | ---- |
| 2012-2013 | Weber St. Wildcats | 37  | 0  | 21,7 | 57,8 | 0,0   | 69,5 | 7,1  | 0,4 | 0,4 | 1,7 | 7,0  |
| 2013-2014 | Weber St. Wildcats | 30  | 28 | 30,1 | 48,8 | 100,0 | 72,9 | 11,0 | 0,6 | 0,5 | 0,8 | 8,7  |
| 2014-2015 | Weber St. Wildcats | 30  | 30 | 33,2 | 47,3 | 36,6  | 73,5 | 10,2 | 0,8 | 0,7 | 1,7 | 13,3 |
| 2015-2016 | Weber St. Wildcats | 33  | 33 | 31,6 | 57,3 | 36,4  | 69,7 | 12,6 | 1,1 | 0,7 | 1,2 | 17,1 |
| Carriera  | Carriera           | 130 | 90 | 28,8 | 52,8 | 37,1  | 71,3 | 10,1 | 0,7 | 0,6 | 1,4 | 11,4 |

### NBA

#### Regular Season
| Anno      | Squadra         | PG | PT | MP  | TC%  | 3P%  | TL%  | RP  | AP  | PRP | SP  | PP  |
| --------- | --------------- | -- | -- | --- | ---- | ---- | ---- | --- | --- | --- | --- | --- |
| 2016-2017 | Utah Jazz       | 12 | 0  | 4,4 | 56,3 | 25,0 | 50,0 | 1,4 | 0,2 | 0,1 | 0,2 | 1,8 |
| 2017-2018 | Milwaukee Bucks | 6  | 0  | 6,3 | 50,0 | 0,0  | 50,0 | 1,7 | 0,0 | 0,3 | 0,0 | 1,5 |
| Carriera  | Carriera        | 18 | 0  | 5,1 | 54,5 | 20,0 | 50,0 | 1,5 | 0,1 | 0,2 | 0,1 | 1,7 |

#### Play-off
| Anno     | Squadra   | PG | PT | MP  | TC%  | 3P% | TL% | RP  | AP  | PRP | SP  | PP  |
| -------- | --------- | -- | -- | --- | ---- | --- | --- | --- | --- | --- | --- | --- |
| 2017     | Utah Jazz | 2  | 0  | 4,5 | 66,7 | 0,0 | –   | 1,0 | 0,0 | 0,0 | 0,5 | 2,0 |
| Carriera | Carriera  | 2  | 0  | 4,5 | 66,7 | 0,0 | –   | 1,0 | 0,0 | 0,0 | 0,5 | 2,0 |

#### Massimi in carriera
- Massimo di punti: 8 vs Oklahoma City Thunder (11 marzo 2017)[20]
- Massimo di rimbalzi: 6 vs Golden State Warriors (10 aprile 2017)
- Massimo di assist: 1 (2 volte)
- Massimo di palle rubate: 2 vs Phoenix Suns (22 novembre 2017)
- Massimo di stoppate: 1 (2 volte)
- Massimo di minuti: 20 vs Phoenix Suns (22 novembre 2017)

### G League
| Anno      | Squadra        | PG | PT | MP   | TC%  | 3P%  | TL%  | RP   | AP  | PRP | SP  | PP   |
| --------- | -------------- | -- | -- | ---- | ---- | ---- | ---- | ---- | --- | --- | --- | ---- |
| 2016-2017 | S.L.C. Stars   | 24 | 22 | 34,4 | 54,0 | 46,8 | 70,5 | 13,3 | 1,8 | 0,6 | 1,2 | 16,5 |
| 2017-2018 | Wisconsin Herd | 30 | 29 | 33,2 | 55,6 | 31,9 | 80,0 | 9,6  | 1,3 | 0,7 | 0,6 | 16,4 |
| Carriera  | Carriera       | 54 | 51 | 33,8 | 54,9 | 39,4 | 74,4 | 11,2 | 1,5 | 0,7 | 0,9 | 16,4 |

### Eurolega
| Anno       | Squadra      | PG  | PT | MP   | TC%  | 3P%  | TL%  | RP  | AP  | PRP | SP  | PP   |
| ---------- | ------------ | --- | -- | ---- | ---- | ---- | ---- | --- | --- | --- | --- | ---- |
| 2018-2019† | CSKA Mosca   | 28  | 5  | 9,3  | 53,8 | 46,2 | 60,0 | 1,9 | 0,4 | 0,1 | 0,3 | 2,6  |
| 2019-2020  | CSKA Mosca   | 27  | 1  | 16,9 | 47,8 | 32,5 | 74,3 | 4,0 | 0,7 | 0,3 | 0,4 | 5,4  |
| 2020-2021  | CSKA Mosca   | 25  | 9  | 16,9 | 55,9 | 25,0 | 77,1 | 3,8 | 0,3 | 0,6 | 0,5 | 5,4  |
| 2021-2022  | CSKA Mosca   | 23  | 6  | 15,7 | 52,8 | 26,1 | 75,0 | 4,1 | 0,3 | 0,3 | 0,7 | 5,9  |
| 2022-2023  | Olympiakos   | 35  | 1  | 11,3 | 60,0 | 50,0 | 67,4 | 3,0 | 0,5 | 0,2 | 0,3 | 3,8  |
| 2023-2024  | Stella Rossa | 33  | 31 | 25,5 | 61,6 | 33,3 | 81,2 | 6,0 | 0,8 | 0,8 | 0,7 | 10,2 |
| Carriera   | Carriera     | 171 | 51 | 16,0 | 56,2 | 32,5 | 74,8 | 3,8 | 0,5 | 0,4 | 0,5 | 5,6  |

### Cronologia presenze e punti in Nazionale
| Cronologia completa delle presenze e dei punti in Nazionale - Russia | Cronologia completa delle presenze e dei punti in Nazionale - Russia | Cronologia completa delle presenze e dei punti in Nazionale - Russia | Cronologia completa delle presenze e dei punti in Nazionale - Russia | Cronologia completa delle presenze e dei punti in Nazionale - Russia | Cronologia completa delle presenze e dei punti in Nazionale - Russia | Cronologia completa delle presenze e dei punti in Nazionale - Russia | Cronologia completa delle presenze e dei punti in Nazionale - Russia |
| Data                                                                 | Città                                                                | In casa                                                              | Risultato                                                            | Ospiti                                                               | Competizione                                                         | Punti                                                                | Note                                                                 |
| -------------------------------------------------------------------- | -------------------------------------------------------------------- | -------------------------------------------------------------------- | -------------------------------------------------------------------- | -------------------------------------------------------------------- | -------------------------------------------------------------------- | -------------------------------------------------------------------- | -------------------------------------------------------------------- |
| 03/12/2018                                                           | Khimki                                                               | Russia                                                               | 81 - 61                                                              | Rep. Ceca                                                            | Qual. Mondiali 2019                                                  | 15                                                                   | [ 21 ]                                                               |
| 02/08/2019                                                           | Mosca (Russia)                                                       | Russia                                                               | 111 - 71                                                             | Giordania                                                            | Torneo amichevole                                                    | 12                                                                   | [ 22 ]                                                               |
| 04/08/2019                                                           | Mosca (Russia)                                                       | Iran                                                                 | 91 - 84                                                              | Russia                                                               | Torneo amichevole                                                    | 8                                                                    | [ 23 ]                                                               |
| 08/08/2019                                                           | Verona                                                               | Russia                                                               | 69 - 54                                                              | Venezuela                                                            | Torneo amichevole                                                    | 8                                                                    | [ 24 ]                                                               |
| 09/08/2019                                                           | Verona                                                               | Italia                                                               | 70 - 72                                                              | Russia                                                               | Torneo amichevole                                                    | 3                                                                    | [ 25 ]                                                               |
| 23/02/2020                                                           | Perm                                                                 | Russia                                                               | 77 - 67                                                              | Macedonia del Nord                                                   | Qual. Euro 2022                                                      | 10                                                                   | [ 26 ]                                                               |
| 23/02/2020                                                           | Perm                                                                 | Macedonia del Nord                                                   | 77 - 94                                                              | Russia                                                               | Qual. Euro 2022                                                      | 19                                                                   | [ 27 ]                                                               |
| Totale                                                               |                                                                      | Presenze                                                             | 7                                                                    |                                                                      | Punti                                                                | 75                                                                   |                                                                      |

## Palmarès

### Squadra
- VTB United League: 2

CSKA Mosca: 2018-2019, 2020-2021
- Campionato greco: 1

Olympiakos: 2022-2023
- Campionato serbo: 1

Stella Rossa: 2023-2024
- Coppa di Grecia: 1

Olympiakos: 2022-2023
- Supercoppa VTB United League: 1

CSKA Mosca: 2021
- Supercoppa greca: 1

Olympiakos: 2022
- Eurolega: 1

CSKA Mosca: 2018-2019
- Coppa di Serbia: 2

Stella Rossa: 2024, 2025
- Lega Adriatica: 1

Stella Rossa: 2023-2024

### Individuale
- NBA D-League All-Star (2017)